# 科迪維爾 (緬因州)
科迪維爾（英語：Codyville）是位於美國緬因州華盛頓縣的一個未組織地區。

## 地方資料
科迪維爾的面積為142.44平方千米，當中陸地面積為141.86平方千米，而水域面積為0.58平方千米。根據2020年美國人口普查的數據，當地共有人口13人，而人口密度為每平方千米0.09人。